# Seznam budov v Ústí nad Labem
Seznam budov v Ústí nad Labem zahrnuje nejvýznamnější stavby v Ústí nad Labem, krajském městě Ústeckého kraje.
Budovy uvedené v seznamu společně s památkově chráněnými objekty poskytují celkový přehled o architektonické situaci města. Celkový přehled urbanistického vývoje a architektonických dějin poskytuje práce Aleny Boudníkové o Funkcionalistická architektura v Ústí nad Labem. Mnoho budov lze také nalézt na architektonických stránkách města Ústí nad Labem. 
Architekt Pavel Prouza ve svém díle Německá sociálně demokratická architektura komunálního bydlení v Ústí nad Labem v letech 1918–1938 popisuje stavební činnost v tomto období, kdy byl starostou města sociální demokrat Leopold Pölzl a městským architektem Franz Josef Arnold.   Několik z těchto objektů je památkově chráněno.

## Seznam budov v Ústí nad Labem
V tomto seznamu jsou shrnuty nejvýznamnější stavby ve městě. Stavby, které jsou v památkové ochraně jsou označeny číslem ÚSKP (Ústřední seznam kulturních památek České republiky).
| Obrázek                  | název budovy | adresa                                                                          | architekt                                                                                         | rok výstavby                          | architektonický sloh, poznámky a zdroj                                                      |
| ------------------------ | --- | ------------------------------------------------------------------------------- | ------------------------------------------------------------------------------------------------- | ------------------------------------- | ------------------------------------------------------------------------------------------- |
| Ústí nad Labem - centrum | |                                                                                 |                                                                                                   |                                       |                                                                                             |
|                          | Nájemní a obchodní dům Elfriede Arnoldové                                                                                    | Bělehradská 2042/2                                                              | Josef Fischer nebo Franz Josef Arnold (1888–1962)                                                 | 1933                                  | funkcionalismus                                                                             |
|                          | Vila Waltera Weyricha | Bělehradská 2018/37 a 2019/39                                                   | Paul Brockardt (1882–1941)                                                                        | 1937                                  |                                                                                             |
|                          | Česká eskomptní banka / Böhmische Escompte-Bank und Credit-Anstalt (Bebca), nyní Komerční banka (KB)                         | Bílinská 175/2 - Revoluční                                                      | Karl Jaray (1878–1947)                                                                            | 1923–1925                             | reformní architektura                                                                       |
|                          | nová budova Komerční banky                                                                                                   | Bílinská 2                                                                      | Vladimír Novák (* 1953)                                                                           | 1995–1997                             | postmoderna, neofunkcionalismus                                                             |
|                          | Vila Karla Lindnera | Čajkovského 1685/6                                                              | Anton Kunert                                                                                      | 1905                                  | historismus, secese                                                                         |
|                          | Wölfelova vila (též Weinmannova vila)                                                                                        | Čajkovského 1116/14                                                             |                                                                                                   |                                       |                                                                                             |
|                          | Státní pojišťovna (Staatliche Versicherung), dnes finanční úřad                                                              | Dlouhá 2760/15                                                                  | Rudolf Bergr, Jiří Drtikol, Míťa Hejduk                                                           | 1974–1977                             | neobrutalismus                                                                              |
|                          | budovy Pozemních staveb | Velká Hradební 2800/54 a Dlouhá 3359/13a                                        | Rudolf Bergr, Míťa Hejduk                                                                         | 1974–1977                             | neobrutalismus                                                                              |
|                          | krajský úřad, původně ústředí KSČ                                                                                            | Dlouhá 240/13; Velká hradební 3118/48, 3121/50, 3122/52                         | Rudolf Bergr, Míťa Hejduk                                                                         | 1983–1985                             | lidově nazývaný „Vana“, neobrutalismus                                                      |
|                          | nárožní dům Watzke | Důlce 2111/1                                                                    | Julius Hauser († 1954)                                                                            | 1938                                  | funkcionalismus                                                                             |
|                          | nájemní domy firmy Stolle & Watzke                                                                                           | Důlce 2093/19, 2092/21, 2094/23, 2104/25, 2105/27, 2106/29 a 2112/31            | Julius Hauser                                                                                     | 1936–1938                             | expresionismus                                                                              |
|                          | správní budova, dnes firma Cream Real Estate                                                                                 | Dvořákova 3134/2                                                                | Josef Slíva (* 1936)                                                                              | 1980–1985                             |                                                                                             |
|                          | Restaurant Větruše (původně Ferdinandshöhe)                                                                                  | Fibichova 392/25                                                                | Alwin Köhler                                                                                      | 1896/97                               | historismus                                                                                 |
|                          | stanice lanové dráhy na Větruši                                                                                              | Fibichova                                                                       | Jan Chlup, Petr Goleš, Lukáš Urban                                                                | 2009/10                               |                                                                                             |
|                          | Kostel svatého Pavla („Červený kostel“) (č. ÚSKP 50197/5-5843)                                                               | Horova/Bratislavská                                                             | Julius Zeißig (1855–1930), Franz Visintini (1874– po červenci 1944), stavitel: Alwin Köhler & Co. | 1902–1906                             | novorománský sloh se secesní prvky                                                          |
|                          | bytový komplex (víceúčelový dům)                                                                                             | Hrnčířská 10/1 – 3/15                                                           | Rudolf Bergr, Josef Liška                                                                         | 1960–1963                             | mezinárodní styl                                                                            |
|                          | pobočka České národní banky                                                                                                  | Klášterní 3301/11                                                               | Michal Gabriel, Miroslav Johanovský                                                               | 1992–1994                             | postmoderna                                                                                 |
|                          | dům Otty Öttela | Králova Výšina 2015/41                                                          | Franz Ludwig, Hugo Höhne                                                                          | 1932/33                               | funkcionalismus                                                                             |
|                          | Česká spořitelna | Lidické náměstí 899                                                             | Josef Zasche (1871–1957)                                                                          | 1912                                  | neoklasicismus, po roce 1945 zničeno                                                        |
|                          | někdejší knihovna „Weinmanneum“                                                                                              | Lidické náměstí 899                                                             | Josef Zasche, stavitel: Alwin Köhler & Co.                                                        | 1912                                  | reformní architektura, po roce 1945 zničeno                                                 |
|                          | budova policie | Lidické náměstí 899/9                                                           | Josef Liška, Viktor Tuček                                                                         | 1958–1963                             | modernismus, vybudováno na pozemku někdejší spořitelny a knihovny                           |
|                          | Severočeské divadlo (dříve Stadttheater Aussig) (č. ÚSKP 43508/5-5038)                                                       | Lidické náměstí 1710/10                                                         | Alexander Graf                                                                                    | 1907–1909                             | novobaroko                                                                                  |
|                          | neorenesanční nájemní dům | Londýnská 2262/8, Moskevská 2263/29                                             | L. Richtermoc                                                                                     | 1956                                  | socialistický realismus                                                                     |
|                          | nájemní dům | Londýnská 2114/9                                                                | Ernst Kominik                                                                                     |                                       |                                                                                             |
|                          | někdejší synagoga | Malá Hradební                                                                   | stavitel: Alwin Köhler & Co.                                                                      | 1880                                  | maurský sloh, v roce 1939 zničeno                                                           |
|                          | obchodní centrum Forum | Malá Hradební, U kostela, Bílinská                                              | Willem-Joost de Vries, Berton de Bont                                                             | 2005–2009                             | postmoderna                                                                                 |
|                          | Muzeum města Ústí nad Labem, původně městská škola, chlapecká škola (č. ÚSKP 43242/5-5051)                                   | Masarykova 1000/3                                                               | August Krumholz (1845–1914)                                                                       | 1875/76                               | novorenesance                                                                               |
|                          | měšťanská škola - přístavba k existující škole, dnes Muzeum města Ústí n. L. (č. ÚSKP 43242/5-5051)                          | Masarykova 1000/3                                                               | August Krumholz                                                                                   | 1896/97                               | novorenesance                                                                               |
|                          | centrum služeb a obchodu (víceúčelový dům)                                                                                   | Masarykova 3310/10a – 3120/34                                                   | Miroslav Těšínský, Miroslav Johanovský, Jan Zeman                                                 | 1983                                  | neobrutalismus, objekt lidově zvaný „Blázinec“                                              |
|                          | CPI City Center (víceúčelový dům)                                                                                            | Masarykova, Prokopa Diviše, Moskevská                                           | Zdeněk Jiran, Michal Kohout, Petr Máša                                                            | 2007–2011                             |                                                                                             |
|                          | sály lidového domu, poté okresní odborový dům a úřad cizinecké policie                                                       | Masarykova 930/27                                                               | Ludwig Erlebach, Julius Lichteneckner                                                             | 1907/08                               | neoklasicismus                                                                              |
|                          | Hotel Vladimir (víceúčelový dům)                                                                                             | Masarykova 3128/36                                                              | Rudolf Bergr, Zdeněk Havlík                                                                       | 1983–1986                             | neobrutalismus                                                                              |
|                          | úřadovna policie, původně Severočeská hydrologická společnost                                                                | Masarykova 1788/47                                                              | Ernst Rücker (1890–?)                                                                             | 1922/23                               | expresionismus                                                                              |
|                          | nájemní dům Emilie Schöblové                                                                                                 | Masarykova 846/53                                                               | Anton Kunert                                                                                      | 1910                                  |                                                                                             |
|                          | nájemní dům s madonou, původně ubytovna Společnosti pro chemickou a hutní výrobu (pozdější Spolchemie)                       | Masarykova 1971/79                                                              | Franz Josef Arnold (1888–1962), Erich Breindl (1894–1953)                                         | 1929/30                               | nová věcnost                                                                                |
|                          | městská poliklinika Ústí n. L., lidově nazývaná „kasa“                                                                       | Masarykova 2000/92                                                              | Paul Brockardt                                                                                    | 1937–1939                             | nová věcnost                                                                                |
|                          | městská poliklinika, dříve poliklinika zaměstnanců drah                                                                      | Masarykova 2431/94                                                              | Jiří Fojt, Viktor Tuček                                                                           | 1959–1965                             | modernismus                                                                                 |
|                          | modlitební sál Adventistů sedmého dne                                                                                        | Masarykova 1099/128                                                             | Karl Haar, novostavba: Aleš Lang                                                                  | 1932–1935, novostavba z let 1988–1996 | pozdně klasicistní romantismus, nová věcnost, postmoderna                                   |
|                          | vilový nájemní dům | Masarykova 2300/162                                                             | Josef Liška (1928–1963)                                                                           | 1956/57                               | socialistický realismus                                                                     |
|                          | nájemní dům Antona Kunerta                                                                                                   | Masarykova 1247/164                                                             | Anton Kunert                                                                                      | 1910                                  | historismus                                                                                 |
|                          | Administrativní budova „Palác Zdar“ (banka ČSOB)                                                                             | Mírové náměstí 1/1                                                              | Ivan Reimann (* 1957)                                                                             | 2004–2009                             | neoexpresionismus, návrh podle předlohy Ericha Mendelsohna                                  |
|                          | Aussiger Sparkasse, dnes Česká spořitelna                                                                                    | Mírové náměstí 2/5                                                              | Franz Josef Arnold                                                                                | 1937–1939                             | neoklasicismus, nacistická architektura                                                     |
|                          | Interhotel Bohemia, zv. „Bohemka“                                                                                            | Mírové náměstí 2442/6                                                           | Gustav Brix, Josef Rotyka                                                                         | 1964–1968                             | mezinárodní styl                                                                            |
|                          | dům české obchodní společnosti, později banka, říšský stavební odbor, budova KSČ, dnes pobočka ČSOB                          | Mírové náměstí 69/20                                                            | Osvald Polívka (1859–1931)                                                                        | 1924/25                               | secese                                                                                      |
|                          | původně obchodní dům Wagner, později Kreditanstalt der Deutschen                                                             | Mírové náměstí 101/25                                                           | Friedrich Lehmann (1889–1957), stavitel: Alwin Köhler & Co.                                       | 1931                                  | klasicizující expresionismus                                                                |
|                          | pobočka Komerční banky, dříve obchodní dům ESO                                                                               | Mírové náměstí 102/26                                                           | Paul Brockardt                                                                                    | 1938                                  | nová věcnost                                                                                |
|                          | nájemní a obchodní dům „Sever“, dříve obchodní dům JEPA = Jensch & Pachmann                                                  | Mírové náměstí 103/27                                                           | Max Hans Kühne (1874–1942) (Lossow & Kühne)                                                       | 1933                                  | heimatstil                                                                                  |
|                          | HypoVereinsbank - UniCredit Bank                                                                                             | Mírové náměstí 3425/35a                                                         | Jan Jehlík                                                                                        | 2004                                  | pozdní postmoderna                                                                          |
|                          | nová část magistrátu města Ústí n. L. (č. ÚSKP 43175/5-268)                                                                  | Mírové náměstí 3129/36 a 3097/37                                                | Rudolf Bergr                                                                                      | 1985                                  | neobrutalismus                                                                              |
|                          | nájemní dům | Moskevská 2297/50, Londýnská                                                    | Alena Šrámková                                                                                    | 1954/55                               | socialistický realismus                                                                     |
|                          | někdejší II. základní a chlapecká a dívčí střední škola                                                                      | Moskevská 1532/52 a 1533/54                                                     |                                                                                                   | 1899                                  | dnes Univerzita Jan Evangelisty Purkyně Ústí nad Labem                                      |
|                          | Kindova vila, dnes Severočeská vědecká knihovna                                                                              | Na schodech 1535/4                                                              | Hartwig Fischel (1861–1942)                                                                       | 1895/96                               | eklekticismus                                                                               |
|                          | Vila Carla Friedricha Wolfruma, dnes sídlo Českého rozhlasu Sever (č. ÚSKP 43346/5-4943)                                     | Na schodech 1601/10                                                             | Hans Miksch (1846–1904), Julian Niedzielski (1849–1901)                                           | 1887–1910                             | historismus                                                                                 |
|                          | věže vily Carla Friedricha Wolfruma                                                                                          | Velká Hradební, Na Schodech 1534/8                                              | Hans Miksch, Julian Niedzielski                                                                   | 1887–1910                             | historismus                                                                                 |
|                          | Komunální obytná zástavba (bloky A, B, C a D) č. 1748–1754 a 1759–1768                                                       | Palachova 7, 15; U nemocnice 1 – 4; Pasteurova 10 – 22; Resslova 2 – 6          | Franz Josef Arnold, Ernst Krob (1887–1954)                                                        | 1919–1922                             | reformní architektura                                                                       |
|                          | Městské lázně | Panská 1700/23                                                                  | Peter Paul Brang (1852–1925)                                                                      | 1907/08                               | historismus                                                                                 |
|                          | spořitelna a ústecká obchodní akademie (víceúčelový dům)                                                                     | Pařížská 1670/15                                                                | Josef Zasche                                                                                      | 1903–1905                             | secese                                                                                      |
|                          | někdejší hostinec „Zum Scheckental“ s kavárnou „Savoy“, pozdější Pražská úvěrní banka, dnes Raiffeisenbank (víceúčelový dům) | Pařížská 227/20                                                                 | Josef Fischer nebo Franz Illing                                                                   | 1931                                  | konstruktivismus                                                                            |
|                          | někdejší okresní nemocnice (chirurgické oddělení), v roce 2013 stržena                                                       | Pasteurova 1500/9                                                               | Franz Josef Arnold, Ernst Krob                                                                    | 1931–1937                             | reformní architektura                                                                       |
|                          | někdejší chudobinec s modlitebnou, azylový dům a sirotčinec, okresní hygienická inspekce                                     | Prokopa Diviše 1317/1                                                           | Oscar Mratschek, stavitel: Alwin Köhler & Co.                                                     | 1888                                  | historismus                                                                                 |
|                          | někdejší evangelická škola                                                                                                   | Prokopa Diviše 1386/6                                                           | Hans Miksch, Julian Niedzielski                                                                   | 1890/91                               | historismus                                                                                 |
|                          | knihkupectví Beran (někdejší Baťův dům)                                                                                      | Revoluční 179/7                                                                 | František Fackenberg, Ernst Rücker                                                                | 1929–1933                             |                                                                                             |
|                          | obchodní dům Labe | Revoluční 2732/9                                                                | Růžena Žertová, Mojmír Böhm, Ladislav Špás, Antonín Werner                                        | 1967–1974                             | neoexpresionismus                                                                           |
|                          | stará správní budova Rakouského spolku pro chemickou a hutní výrobu (pozdější Spolchemie)                                    | Revoluční 1521/84                                                               | Robert Langs                                                                                      | 1895                                  | novogotika                                                                                  |
|                          | správní budova Spolku pro chemickou a hutní výrobu (Spolchemie) (č. ÚSKP 105404) (č. ÚSKP 105404)                            | Revoluční 1930/86                                                               | Max Hans Kühne (Lossow & Kühne) se skulpturami Hugo Lederera                                      | 1929/30                               | expresionismus, v roce 1930 nejvyšší budova v Československu                                |
|                          | nájemní a obchodní dvojdům od Emila Meyera a Franze Hellera                                                                  | Revoluční 178/3 a 177/5                                                         | Julius Hauser                                                                                     | 1907                                  | secese; obchodní dům zlatníka Emila Meyera a velkoobchodníka Franze Hellera                 |
|                          | Hüblova vila | Rooseveltova 1804/2                                                             | Otto Prutscher (1880–1949)                                                                        | 1923/24                               | reformní architektura                                                                       |
|                          | Hellerova vila | Rooseveltova 1815/4                                                             | Hans Richter (1882–1971)                                                                          | 1923–1926                             | expresionismus, nová věcnost                                                                |
|                          | nájemní dům Penzijního institutu Spolku pro chemickou a hutní výrobu                                                         | Sadová 1917/7                                                                   | Rudolf Kirschner                                                                                  | 1928/29                               | expresionismus                                                                              |
|                          | ubytovna Penzijního institutu Spolku pro chemickou a hutní výrobu                                                            | U České besedy 811/3 a 807/5                                                    | Erich Breindl (1894–1953)                                                                         | 1928                                  | expresionismus s kubistickými prvky                                                         |
|                          | dělnický azylový dům | U Chemičky 1171/22 a 1171/24                                                    | Robert Langs                                                                                      | 1882–1907                             | neogotika, nájemní domy pro zaměstnance společnosti pro chemickou a hutní výrobu            |
|                          | někdejší tělocvična, dnes Tyršův dům, též zv. „Budvarka“                                                                     | Vaníčkova 835/9                                                                 | Stephan Focke, Carl Rehatschek (1851–1913)                                                        | 1891–1893                             |                                                                                             |
|                          | palác Adria – sídlo pojišťovny Riunione Adriatica di Sicurtà s kavárnou „Grand“                                              | Velká Hradební 484/2                                                            | Friedrich Lehmann, stavitel: Alwin Köhler & Co.                                                   | 1928/29                               | expresionismus                                                                              |
|                          | víceúčelový dům „Pečeť“ (Haus „Siegel“)                                                                                      | Velká Hradební 1260/3                                                           | Vladimír Karfík (1901–1996)                                                                       |                                       | pozdní funkcionalismus                                                                      |
|                          | Magistrát, dříve Krajský národní výbor (č. ÚSKP 43175/5-268)                                                                 | Velká Hradební 2336/8a                                                          | Jan Gabriel, Jiří Fojt, Jiří Nenadál                                                              | 1956–1961                             | modernismus, „bruselský styl“                                                               |
|                          | nájemní a obchodní dům | Velká Hradební 3385/9 - Pařížská 538/19                                         |                                                                                                   |                                       |                                                                                             |
|                          | Státní gymnázium císaře Františka Josefa (Zelená škola), dnes fakulta umění a designu UJEP                                   | Velká Hradební 424/13                                                           | Max von Loos (1858–1953)                                                                          | 1892/93                               | historismus, s rozšířením od Paula Götzla (1909)                                            |
|                          | Schaffnerova vila | Velká Hradební 1025/19                                                          | Hans Miksch, Robert Langs                                                                         | 1874                                  | novogotika, vila v roce 1959 stržena, na jejím místě vystavěn kulturní dům                  |
|                          | kulturní dům | Velká Hradební 1025/19                                                          | Jaroslav Lácha, Helena Láchová Skálová                                                            | 1956–1964                             | abstrahující klasicismus                                                                    |
|                          | Vila Carla Hermanna Wolfruma, s přístavbou Severočeské vědecké knihovny                                                      | Velká Hradební 1743/49                                                          | Ernst Rentsch, přístavba Jan Kouba                                                                | 1915, přístavba 1986–1996             | venkovský styl, přístavba - postmoderna                                                     |
|                          | přístavba za vilou Carla Hermanna Wolfruma, dříve mateřská škola                                                             | Velká Hradební 13/47                                                            | Stanislav Karpíšek                                                                                | 1961–1963                             |                                                                                             |
|                          | nájemní domy ABC | Velká Hradební 14/56 a 17/62 – 22/72                                            | Josef Liška, Rudolf Bergr                                                                         | 1961–1964                             | modernismus                                                                                 |
|                          | někdejší budova Mostecké uhelné společnosti, dnes finanční úřad                                                              | Velká Hradební 39/61                                                            | Ferdinand Fellner a Hermann Helmer                                                                | 1913                                  |                                                                                             |
|                          | Villa Luise Weinmannové | Horova 1563/13 - W. Churchilla                                                  |                                                                                                   |                                       |                                                                                             |
|                          | vila Paula Roberta | Winstona Churchilla 1722/1                                                      | Hugo Höhne                                                                                        | 1923–1926                             | secese, přestavba v roce 1932 a                                                             |
|                          | Vila Ludwiga Wolfruma | Winstona Churchilla 1344/2                                                      | Hans Miksch, Julian Niedzielski                                                                   | 1888/89                               | historismus                                                                                 |
|                          | Vila Hanse Weinmanna, dnes Severočeská vědecká knihovna (č. ÚSKP 42622/5-3519)                                               | Winstona Churchilla 1974/3                                                      | Paul Brockardt                                                                                    | 1929/30                               | neoklasicismus                                                                              |
|                          | Vila Ignaze Petschka | Winstona Churchilla 1368/4                                                      | Hans Miksch, Julian Niedzielski, stavitel: Alwin Köhler & Co.                                     | 1890                                  | s přístavbou (1902), historismus                                                            |
|                          | Vila Franze Petschka (č. ÚSKP 43643/5-267)                                                                                   | Winstona Churchilla 1348/6                                                      | Paul Brockardt                                                                                    | 1929–1931                             | francouzský neoklasicismus                                                                  |
|                          | Villa Jacoba Weinmanna | Winstona Churchilla 1512/8a                                                     | Hans Miksch, Julian Niedzielski                                                                   | 1894/95                               | historismus                                                                                 |
|                          | nájemní dům Maxe Hibsche | Hanzlíčkova 2055/2                                                              | Julius Hauser                                                                                     | 1934                                  |                                                                                             |
|                          | Vila Aloise Winnara | Hanzlíčkova 1980/4                                                              | Albin Camillo Müller (1871–1941)                                                                  | 1930–1932                             | Art déco, vila majitele firmy Nordböhmische Wasserbau-Gesellschaft Alois Winnar (1878–1958) |
|                          | dům Karla Nešvery | Hanzlíčkova 3381/7                                                              | Jan Jehlík                                                                                        | 1998–2000                             |                                                                                             |
|                          | Villa Reichert | Mošnova 2034/2                                                                  | Reinhold Blaschke ml. (1885–1945)                                                                 | 1933                                  |                                                                                             |
|                          | někdejší ředitelská vila Friedricha Martina                                                                                  | Veleslavínova 1941/3                                                            | Hans Max Kühne                                                                                    | 1929/30                               |                                                                                             |
|                          | Villa Klopstock | Veleslavínova 2056/4                                                            | Paul (Pavel) Spielmann (1900–1978)                                                                | 1934/35                               | nová věcnost                                                                                |
|                          | Villa | Veleslavínova 2045/7                                                            | Josef Reihsig a Paul Krisch                                                                       |                                       |                                                                                             |
|                          | Schichtova vila (č. ÚSKP 105435) (č. ÚSKP 105435)                                                                            | Čajkovského 1837/94a, 1838/94 / Mařákova                                        | Paul Brockardt                                                                                    | 1931                                  | neobarokní vila podnikatele Heinricha Schichta (1880–1959) (syna Johanna Schichta)          |
|                          | Villa Blahoslavova | Blahoslavova 1263/64 - Čajkovského                                              |                                                                                                   |                                       |                                                                                             |
| Klíše                    | |                                                                                 |                                                                                                   |                                       |                                                                                             |
|                          | nájemní dům | Balbínova 161/2                                                                 | Julius Hauser                                                                                     | 1903                                  | historismus                                                                                 |
|                          | nájemní dům Franze a Gusti Levových                                                                                          | Balbínova 235/5                                                                 | Otto Finze                                                                                        | 1913                                  |                                                                                             |
|                          | Vila Hugo Adlera | Beethovenova 713/29                                                             | Herman Müller                                                                                     | 1932                                  | heimatstil; vila MUDr. Hugo Adler                                                           |
|                          | Villa Pick | Beethovenova 597/31                                                             | Erwin Katona (1903– kolem roku 1980)                                                              | 1930                                  | funkcionalismus                                                                             |
|                          | nájemní domy | Bezručova 795/2, 803/4, 802/6                                                   | Ernst Kominik                                                                                     |                                       |                                                                                             |
|                          | Vila Adolfa Michela | Brožíkova 164/6                                                                 | Ludwig Erlebach, Julius Lichteneckner                                                             | 1903                                  | secese                                                                                      |
|                          | c.k. státní vyšší reálná škola, státní reálná škola                                                                          | České mládeže 230/2                                                             | Alexander Graf                                                                                    | 1912                                  | secese                                                                                      |
|                          | někdejší reálné gymnázium, dnes Pedagogická a přírodovědecká fakulta Univerzity Jana Evangelisty Purkyně (UJEP)              | České mládeže 360/8                                                             | Zdeněk Pštross                                                                                    | 1926                                  | reformní architektura                                                                       |
|                          | pavlačový nebo Laubenganghäuser (S-Häuser) Ústí n. L.-Klíše, č. 704–711                                                      | Na Vlnovce 1, 3, 5, 7 a Mezidomí 1–4                                            | Franz Josef Arnold                                                                                | 1931–1933                             |                                                                                             |
|                          | vila Rosy Grünwaldové (sídliště Spiegelsberg)                                                                                | Pod Holoměří, Herbenova 782/20                                                  | August Ladek                                                                                      | 1934                                  |                                                                                             |
|                          | chlapecká a dívčí škola, dnes gymnázium                                                                                      | Jateční 243/22                                                                  | Carl Götze                                                                                        | 1914                                  |                                                                                             |
|                          | budova Ústecké spořitelny (Sparkasse Aussig) - víceúčelový dům                                                               | Masarykova 486/143                                                              | Franz Josef Arnold                                                                                | 1928                                  | expresionismus                                                                              |
|                          | vila Viktora Ratky | Na Výrovce 442/20                                                               | Josef Ringel (1885–?)                                                                             | 1927/28                               | expresionismus, funkcionalismus                                                             |
|                          | Villa Marie (ředitelská vila firmy sour. Löwyových)                                                                          | Okružní 116/4                                                                   | Josef Ulbricht                                                                                    | 1909                                  |                                                                                             |
|                          | německé reformní dívčí reálné gymnázium, dnes zdravotnická škola                                                             | Palachova 700/35                                                                | Franz Josef Arnold                                                                                | 1931/32                               | nová věcnost                                                                                |
|                          | lidová a měšťanská škola (někdejší Česká škola), dnes základní škola                                                         | Palachova 400/37                                                                | Josef Gočár (1880–1945)                                                                           | 1926–1930                             | funkcionalismus                                                                             |
|                          | tři nájemní domy | Palachova 492/12, 493/14, 494/16                                                | František Fiala (1895–1957)                                                                       | 1926–1928                             |                                                                                             |
|                          | C.k. obchodní škola, dnes střední průmyslová škola                                                                           | Resslova 210/5                                                                  | Max von Loos                                                                                      | 1908–1910                             | secese                                                                                      |
|                          | Německá škola pro nevidomé, dnes armádní ubytovna a stavební správa                                                          | Štefánikova 231/2                                                               | Adolf Foehr (1880–1943)                                                                           | 1913                                  | secese                                                                                      |
|                          | Villa Klimsch | Slavíčková 658/31                                                               | Erwin Katona                                                                                      | 1931                                  | funkcionalismus                                                                             |
|                          | Villa Pietschmann, dnes mateřská škola                                                                                       | Štefánikova 761/14                                                              | Erwin Katona                                                                                      | 1932–1934                             | funkcionalismus                                                                             |
|                          | nájemní dům s kavárnou „Stern“                                                                                               | Štefánikova 741/50                                                              | Franz Ludwig                                                                                      | 1933/34                               | nová věcnost                                                                                |
| Bukov                    | |                                                                                 |                                                                                                   |                                       |                                                                                             |
|                          | Vila Johanna Fischera | V Zahrádkách 599/32                                                             | Franz Illing (1903–?)                                                                             | 1930                                  | funkcionalismus, vila majitele továrny na barvy a laky Johanna Fischera (* 1878)            |
|                          | Plicní nemocnice Bukov, Weinmannovo plicní sanatorium, dnes plicní oddělení Masarykovy nemocnice                             | sanatoriu 285                                                                   | Ernst Krob                                                                                        | 1916–1920                             | reformní architektura                                                                       |
|                          | kancelářská budova společnosti Telefonica O2                                                                                 | Masarykova 20/273                                                               | František Šmolík, Julie Vlčková, Marie Růžičková                                                  | 1972–1983                             | neobrutalismus                                                                              |
| Předlice                 | |                                                                                 |                                                                                                   |                                       |                                                                                             |
|                          | kostel sv. Josefa | Hrbovická                                                                       | Matěj Blecha                                                                                      | 1905/06                               | novorománský sloh                                                                           |
|                          | továrna Globus – Závody pro chemicko-technickou výrobu                                                                       | Jateční 192/32                                                                  | Franz Schnelle                                                                                    | 1909–1911                             | secese                                                                                      |
|                          | Severočeská armaturka a.s.                                                                                                   | Jateční 3436/47a a 1588/49, Teslova                                             | zřejmě firma Alwin Köhler                                                                         | kolem roku 1900                       | pobočka Armaturky Schäffer & Budenberg, Magdeburg                                           |
|                          | městská jatka | Jateční 1880/63                                                                 | Josef (Joseph) Hennings                                                                           | 1926–1928                             | reformní architektura                                                                       |
|                          | dva nájemní domy s 15 malometrážními byty                                                                                    | Školní náměstí 341/7, Mahenova 327/10                                           | Ludwig Erlebach, Julius Lichteneckner                                                             | 1930–1932                             |                                                                                             |
|                          | textilka Carla Wolfruma | Na luhách 3427/3                                                                | Hans Miksch                                                                                       | 1895                                  | historismus                                                                                 |
|                          | textilka Carla Wolfruma | Textilní 3403/4                                                                 | Bruno Bauer                                                                                       | 1909–1911                             |                                                                                             |
|                          | družstevní skladiště | U Skladiště 433/15                                                              | Ernst Wullekopf, Friedrich Krukenberg, stavitel: Alwin Köhler & Co.                               | 1900/01                               | novorománský sloh                                                                           |
| Městský obvod Neštěmice  | |                                                                                 |                                                                                                   |                                       |                                                                                             |
|                          | Villa Ahne | Vojanova 531/13                                                                 | Josef Reihsig a Paul Krisch                                                                       | 1933                                  |                                                                                             |
|                          | obytné domy | Matiční 2/380, 4/381, 6/382, 6/383                                              | Franz Josef Arnold                                                                                | 1937                                  | [ 22 ]                                                                                      |
|                          | hrobka rodiny C. F. Wolfruma na hřbitově v Krásném Březně                                                                    | Neštěmická 248                                                                  | Arpád Mogyorosy (1875–1922)                                                                       | po roce 1918                          |                                                                                             |
| Městský obvod Střekov    | |                                                                                 |                                                                                                   |                                       |                                                                                             |
|                          | Mariánský most | Ústí n. L. – Střekov                                                            | Roman Koucký, Šárka Malá, Libor Kábrt                                                             | 1994–1997                             | novosymbolismus                                                                             |
|                          | Most Edvarda Beneše | Ústí n. L. – Střekov                                                            | Joseph Melan (1853–1941)                                                                          | 1934–1936                             | [ 23 ]                                                                                      |
|                          | původně dvojpatrový železniční a silniční most                                                                               | Ústí n. L. – Střekov                                                            | Konrad Wilhelm Hellwag, Eduard Gerlich                                                            | 1872–1874, novostavba z roku 1958     |                                                                                             |
|                          | Zdymadlo Střekov | Pražská, Litoměřická                                                            | František Vahala                                                                                  | 1923–1935                             |                                                                                             |
|                          | dřevěná vila Rudolfa a Anny Hrdinových                                                                                       | Karla IV. 1063/43                                                               | Rudolf Hrdina, K. Šulc (arch. kancelář Wenzel Patzelt)                                            | 1935–1936                             | expresionismus                                                                              |
|                          | Vila | Ke Hradu 1030/6                                                                 | Ludwig Erlebach, Julius Lichteneckner                                                             |                                       | expresionismus                                                                              |
|                          | nájemní dům Richarda a Anny Ladkových                                                                                        | Ke Hradu 1047/9                                                                 | August Ladek                                                                                      | 1932/33                               |                                                                                             |
|                          | obytný komplex “Heimat” č. 783 – 793                                                                                         | Kozinova 12, 14; Kramoly 17–21; Raisova 15–19; Střekovské nábřeží 18–22         | Paul Brockardt                                                                                    | 1932/33                               | heimatstil                                                                                  |
|                          | Obchodní učiliště, dnes Obchodní akademie Střekov                                                                            | Národního odboje 766/17                                                         | Ernst Rücker                                                                                      | 1927                                  | klasicizující expresionismus                                                                |
|                          | Johann-Schicht-Bad (Vrbenského lázně)                                                                                        | Truhlářova 384/2                                                                | Paul Brockardt                                                                                    | 1930/31                               | postavil Johann Schicht                                                                     |
|                          | Staré krematorium Střekov | U Krematoria 398/8                                                              | Wilhelm Etzel, Ernst Rücker                                                                       | 1925–1932                             | německý expresionismus                                                                      |
|                          | Parní vodárna Střekov (č. ÚSKP 104623) (č. ÚSKP 104623)                                                                      | U Stanice 822/11                                                                | Carl Schlimp                                                                                      | 1872–1874                             |                                                                                             |
|                          | Künstnerova vila, dnes mateřská škola                                                                                        | V Zeleni 530/4                                                                  | Paul Brockardt                                                                                    | 1937/38                               | expresionismus, heimatstil                                                                  |
|                          | nájemní a obchodní dům Baťa                                                                                                  | Varšavská 779/5                                                                 | Vladimír Karfík                                                                                   | 1931–1936                             | funkcionalismus                                                                             |
|                          | Kino Alhambra, dnes Činoherní studio (Činoherák)                                                                             | Varšavská 767/7                                                                 | Richard Brosche                                                                                   | 1927                                  | expresionismus                                                                              |
|                          | nájemní a obchodní dům | Varšavská 736/15                                                                |                                                                                                   |                                       | dům s reliéfním zdobením                                                                    |
|                          | nájemní domy firmy Georg Schicht, č. 410 – 471 a 496                                                                         | Švabinského 34 – 78 a 39 – 67; Na zákrutu 2 – 6; Dykova 1 – 7; Do kopečku 7 a 9 | Rudolf Geissler                                                                                   | 1932/33                               |                                                                                             |
|                          | správní budova firmy Georg Schicht AG, dnes SETUZA a. s.                                                                     | Žukovova 100/27                                                                 | stavitel: Alwin Köhler & Co.                                                                      | 1911                                  | historismus                                                                                 |
|                          | někdejší radnice části Střekov                                                                                               | Žukovova 546/15                                                                 |                                                                                                   |                                       |                                                                                             |
|                          | Vila | Žukovova 88/38                                                                  |                                                                                                   |                                       |                                                                                             |
|                          | Vila | Žukovova 95/53                                                                  |                                                                                                   |                                       |                                                                                             |